# دولار أسترالي
الدولار الأسترالي هو عملة كل من أستراليا، أنتاركتيكا، جزيرة عيد الميلاد، جزر كوكس، جزيرة ماكدونالد، كيريباس، ناورو، جزيرة نورفولك، توفالو، ويرمز إليه في أستراليا ب$ أو $A أو AU$.

## الأساس الدستوري
يمنح القسم 51(xii) من دستور أستراليا ‏ برلمان الكومنولث (الفيدرالي) سلطة التشريع فيما يتعلق بـ "العملة، والسك، والعطاء القانوني". لا يُسمح للولايات بسك النقود، وفقًا للقسم 115 الذي ينص على أنه "لا يجوز للولايات سك النقود، ولا جعل أي شيء سوى العملات الذهبية والفضية عطاءً قانونيًا لسداد الديون". تُنتج العملات الأسترالية الآن في دار سك العملة الملكية الأسترالية في كانبرا.

## التاريخ

### الخلفية
قبل قيام الاتحاد عام 1901، كانت للمستعمرات الست التي كانت تُشكّل أستراليا عملات منفصلة، جميعها تُحاكي إلى حد كبير النظام النقدي البريطاني، وكانت قابلة للتبادل عادةً فيما بينها على أساس واحد لواحد. لذلك، لم يُنظر إلى الاتحاد على أنه يتطلب عملة موحدة بشكل مُلِحّ. لعشر سنوات أخرى، ظلت الأوراق النقدية والعملات المعدنية الاستعمارية العملات الرئيسية المتداولة.
في عام 1902، أوصت لجنة مختارة من مجلس النواب، برئاسة جورج إدواردز، بأن تعتمد أستراليا عملة وطنية واحدة عشرية، حيث يقسم الجنيه إلى عشرة فلورينات، ويتكون كل فلورين من 100 سنت. ومع ذلك، لم يجري العمل بهذه التوصية.
قدم الجنيه الأسترالي (£A) في عام 1910، على قدم المساواة مع الجنيه الإسترليني – £A1 = 1 جنيه إسترليني (بريطاني). وكما هو الحال مع الجنيه الإسترليني البريطاني، كان يُقسّم إلى 240 بنسًا، أو 20 شلنًا (يتكون كل منها من 12 بنسًا). في ديسمبر 1931، خُفِّضت قيمة العملة الأسترالية بنسبة 25%، فأصبح الجنيه الإسترليني الواحد وخمسة شلنات أسترالية يُعادل جنيهًا إسترلينيًا واحدًا.
في عام 1937، أوصت لجنة ملكية مصرفية، عينتها حكومة ليونز ‏، بأن تتبنى أستراليا "نظامًا للعملة العشرية... يعتمد على تقسيم الجنيه الأسترالي إلى 1000 جزء". لم تقبل هذه التوصية أيضًا.

### اعتماد الدولار
في فبراير 1959، عيّن وزير الخزانة هارولد هولت لجنةً للعملة العشرية، برئاسة والتر د. سكوت، لدراسة مزايا النظام العشري. أصدرت اللجنة تقريرها في أغسطس 1960 مؤيدةً النظام العشري، واقترحت طرح عملة جديدة (اعتبارًا من فبراير 1963)، على غرار استبدال جنوب أفريقيا للجنيه الجنوب أفريقي بالراند (الذي يساوي 10 شلنات أو 10 ... أعلنت حكومة مينزيس عن دعمها للعشرية في يوليو 1961، لكنها أرجأت العملية من أجل إعطاء مزيد من الاهتمام لعملية التنفيذ. في أبريل 1963، أعلن هولت أنه من المقرر طرح عملة عشرية في فبراير 1966، بوحدة شلنات، وأنه سينشأ مجلس عملة عشرية للإشراف على عملية الانتقال.
عُقدت عملية تشاور عام، اقتُرح خلالها أكثر من ألف اسم للعملة الجديدة. واختُصرت القائمة إلى سبعة أسماء: أوسترال، كراون، دولار، باوند، ريجال، تسمان، ورويال. في يونيو 1963، أعلن هولت أن العملة الجديدة ستُسمى "رويال". قوبل هذا الإعلان باستياء شعبي واسع، وبعد ثلاثة أشهر أُعلن عن تسميتها "دولار".
استُبدل الجنيه الإسترليني بالدولار في 14 فبراير 1966 بسعر صرف 2 دولار أسترالي = 1 جنيه إسترليني أسترالي. على سبيل المثال، أصبح مبلغ تسعة جنيهات إسترلينية وستة عشر شلنًا وستة بنسات (9 جنيهات إسترلينية و16 شلنًا و6 بنسات) قبل النظام العشري يساوي 19.65 دولارًا أمريكيًا بالدولارات والسنتات. ولأن أستراليا كانت لا تزال جزءًا من منطقة سعر الصرف الثابت للجنيه الإسترليني، فقد ثُبّت سعر الصرف للجنيه الإسترليني عند 1 دولار أسترالي = 8 شلنات إسترلينية (أو 1 جنيه إسترليني (بريطاني) = 2.50 دولار أسترالي، وبالتالي 1 جنيه إسترليني (بريطاني) = 2.80 US$ ). في عام 1967، غادرت أستراليا فعليًا منطقة الجنيه الإسترليني عندما انخفضت قيمة الجنيه الإسترليني مقابل الدولار الأمريكي من 2.80 دولار أمريكي إلى 2.40 دولار أمريكي، لكن الدولار الأسترالي اختار الاحتفاظ بربطه بالدولار الأمريكي عند 1 دولار أسترالي = 1.12 دولار أمريكي (ومن ثم ارتفعت قيمته مقابل الجنيه الإسترليني).
الدولار الأسترالي عملة قانونية في جزر كريسماس، وجزر كوكوس (كيلينغ)، ونورفولك؛ وهو أيضًا عملة رسمية في كيريباتي، وناورو، وتوفالو. كان الدولار الأسترالي عملة قانونية في بابوا غينيا الجديدة حتى 31 ديسمبر 1975، حين استُبدل بالكينا، وفي جزر سليمان حتى عام 1977، حين استُبدل بدولار جزر سليمان.

## العملات المعدنية
في عام 1966، قدمت العملات المعدنية بفئات 1 و2 سنت (برونزية)؛ 5 و10 و20 سنتًا (نحاس نيكل ؛ 75% نحاس، 25% نيكل)؛ و50 سنتًا (فضة، ثم نحاس نيكل). لم تعد العملات المعدنية فئة 50 سنتًا بنسبة 80% من الفضة تُسك بعد مارس 1968 بسبب ارتفاع القيمة الجوهرية لمحتوى الفضة لتتجاوز القيمة الاسمية للعملات المعدنية. قدمت عملات برونزية من الألومنيوم (92% نحاس، 6% ألومنيوم، 2% نيكل) بقيمة دولار واحد في عام 1984، تلتها عملات برونزية من الألومنيوم بقيمة دولارين في عام 1988، لتحل محل الأوراق النقدية بتلك القيمة. في اللغة الأسترالية اليومية، يشار إلى هذه العملات المعدنية مجتمعة باسم "العملات الذهبية". أوقفت عملات 1 و2 سنت في عام 1991 وسحبت من التداول في عام 1992؛ منذ ذلك الحين، تقربت المعاملات النقدية إلى أقرب 5 سنتات.
عملات استرالية
| الصورة | الصورة                            | القيمة  | المعلمات التقنية                   | المعلمات التقنية | المعلمات التقنية | المعلمات التقنية             | الوصف       | الوصف                                                    | الوصف                                        | تاريخ السك الأول        |
| وجه العملة | العكس                             | القيمة  | القطر                              | السماكة          | وزن              | التركيب                      | الحافة      | وجه العملة                                               | العكس                                        | تاريخ السك الأول        |
| | ملف:Australian 1c Coin.png        | 1 c     | 17.65 مم                           | >1.4 مم          | 2.60 غرام        | 97% نحاس 2.5% زنك 0.5% قصدير | ناعم        | الملكة اليزابيث الثانية                                  | طائرة شراعية ذات ذيل ريشي                    | 1966–1991 (لم تعد تصدر) |
| | ملف:Australian 2c Coin.png        | 2 c     | 21.59 مم                           | <1.9 مم          | 5.20 غرام        | 97% نحاس 2.5% زنك 0.5% قصدير | ناعم        | الملكة اليزابيث الثانية                                  | سحلية ذات رقبة مكشكشة                        | 1966–1991 (لم تعد تصدر) |
| | ملف:Australian Five Cents Rev.png | 5 c     | 19.41 مم                           | 1.3 مم           | 2.83 غرام        | نحاس نيكل ٧٥٪ نحاس ٢٥٪ نيكل  | مقصب        | الملكة إليزابيث الثانية، والملك تشارلز الثالث (منذ ٢٠٢٤) | نضناض                                        | 1966                    |
| | ملف:Australian 10c Coin.png       | 10 c    | 23.60 مم                           | 1.5 مم           | 5.65 غرام        | نحاس نيكل ٧٥٪ نحاس ٢٥٪ نيكل  | مقصب        | الملكة إليزابيث الثانية، والملك تشارلز الثالث (منذ ٢٠٢٤) | طائر قيثاري                                  | 1966                    |
| | ملف:Australian 20c Coin.png       | 20 c    | 28.65 مم                           | 2.0 مم           | 11.3 غرام        | نحاس نيكل ٧٥٪ نحاس ٢٥٪ نيكل  | مقصب        | الملكة إليزابيث الثانية، والملك تشارلز الثالث (منذ ٢٠٢٤) | خلد الماء                                    | 1966                    |
| | ملف:Australian 50c Coin.png       | 50 c    | اثني عشر ضلعًا 31.65 مم (عبر الشقق) | 2.0 مم           | 15.55 غرام       | نحاس نيكل ٧٥٪ نحاس ٢٥٪ نيكل  | ناعم        | الملكة إليزابيث الثانية، والملك تشارلز الثالث (منذ ٢٠٢٤) | شعار أستراليا                                | 1969                    |
| |                                   | 1 دولار | 25.00 مم                           | 2.8 مم           | 9.00 غرام        | ٩٢٪ نحاس ٦٪ ألومنيوم ٢٪ نيكل | متقطع مطحون | الملكة إليزابيث الثانية، والملك تشارلز الثالث (منذ 2023) | خمسة كناغر                                   | 1984                    |
| | ملف:Australian $2 Coin.png        | 2 دولار | 20.50 مم                           | 3.0 مم           | 6.60 غرام        | ٩٢٪ نحاس ٦٪ ألومنيوم ٢٪ نيكل | متقطع مطحون | الملكة إليزابيث الثانية، والملك تشارلز الثالث (منذ 2024) | كبار السن من السكان الأصليين والصليب الجنوبي | 1988                    |
| --- | --------------------------------- | ------- | ---------------------------------- | ---------------- | ---------------- | ---------------------------- | ----------- | -------------------------------------------------------- | -------------------------------------------- | ----------------------- |
| هذه الصور هي بمقياس 2.5 بكسل لكل ملم. For table standards, see the coin specification table. Source: Royal Australian Mint. |                                   |         |                                    |                  |                  |                              |             |                                                          |                                              |                         |

تُنتج دار سك العملة الملكية الأسترالية، الكائنة في العاصمة كانبرا، عملات أستراليا المعدنية. منذ افتتاحها عام 1965، أنتجت الدار أكثر من 14 مليار عملة متداولة، وتبلغ طاقتها الإنتاجية أكثر من مليوني عملة يوميًا، أي ما يزيد عن 600 مليون عملة سنويًا.
العملات الأسترالية الحالية من فئات 5 و10 و20 سنتًا متطابقة في الحجم مع العملات الأسترالية والنيوزيلندية والبريطانية السابقة من فئة الستة بنسات والشلن والشلنين (الفلورين). لا تزال العملات الأسترالية ما قبل العشرية تُتداول قانونيًا بسعر 10 سنتات للشلن. قبل عام 2006، كان يُخلط غالبًا بين العملات النيوزيلندية القديمة من فئات 5 و10 و20 سنتًا والعملات الأسترالية المتماثلة في القيمة، والعكس صحيح، ولذلك كانت متداولة في كلا البلدين. استبدلت المملكة المتحدة هذه العملات بنسخ أصغر حجمًا من عام 1990 إلى عام 1993، وكذلك فعلت نيوزيلندا في عام 2006. ومع ذلك، يحدث بعض الالتباس مع العملات ذات الفئات الأكبر في البلدين؛ فحجم عملة الدولار الأسترالية مماثل لحجم عملة الدولار النيوزيلندي، وحجم عملة الدولار النيوزيلندي مماثل لحجم عملة الدولار الأسترالي.
بكتلة 15.55 غرام (0.549 أونصة) وقطرها العملة الأسترالية فئة 50 سنتًا واحدة من أكبر العملات المعدنية المستخدمة في العالم اليوم.

### العملات التذكارية
تتمتع دار سك العملة الملكية الأسترالية بسمعة عالمية في إنتاج عملات معدنية تذكارية عالية الجودة. أصدرت لأول مرة عملات تذكارية من فئة 50 سنتًا عام 1970، تخليدًا لذكرى استكشاف جيمس كوك للساحل الشرقي للقارة الأسترالية، تلتها في عام 1977 عملة تذكارية بمناسبة اليوبيل الفضي للملكة إليزابيث الثانية، وزفاف تشارلز، أمير ويلز، والسيدة ديانا سبنسر عام 1981، ودورة ألعاب الكومنولث في بريزبين عام 1982، ذكرى المئوية الثانية لأستراليا ‏ عام 1988. وتوسعت الإصدارات بأعداد أكبر في التسعينيات والقرن الحادي والعشرين، استجابةً لطلب هواة جمع العملات. كما ظهرت تصاميم تذكارية على العملات المتداولة من فئة دولارين، ودولار واحد، و20 سنتًا.
إحياءً للذكرى الأربعين للعملة العشرية، تضمنت مجموعات دار سك العملة وغير المتداولة ‏ لعام 2006 عملات معدنية من فئة سنت واحد وسنتين. في أوائل عام 2013، طُرحت أول عملة أسترالية مثلثة الشكل احتفالًا بالذكرى الخامسة والعشرين لافتتاح مبنى البرلمان. العملة الفضية فئة 5 دولارات مصنوعة من 99.9% فضة، وتُصوّر مبنى البرلمان كما يُرى من إحدى ساحاته.

## الأوراق النقدية

### السلسلة الأولى
صدرت أولى إصدارات الدولار الأسترالي الورقية عام 1966. وكانت الأوراق النقدية من فئات 1 دولار، و2 دولار، و10 دولارات، و20 دولارًا تحمل نفس القيمة في أوراق الجنيه الإسترليني السابقة. أما الورقة النقدية من فئة 5 دولارات، فقد صدرت عام 1967، والورقة النقدية من فئة 50 دولارًا عام 1973، والورقة النقدية من فئة 100 دولار عام 1984.
استبدلت الورقة النقدية بقيمة 1 دولار بعملة معدنية بقيمة 1 دولار في عام 1984، بينما استبدلت الورقة النقدية بقيمة 2 دولار بعملة معدنية أصغر بقيمة 2 دولار في عام 1988. وعلى الرغم من عدم طباعتها بعد الآن، فإن جميع الأوراق النقدية السابقة للدولار الأسترالي لا تزال قانونية.
بعد فترة وجيزة من التحول، كُشف عن عمليات تزوير واسعة النطاق لأوراق نقدية من فئة 10 دولارات. حفّز هذا بنك الاحتياطي الأسترالي على تطوير تقنيات جديدة للأوراق النقدية بالتعاون مع منظمة الكومنولث للبحوث العلمية والصناعية، مما أدى إلى طرح أول ورقة نقدية مصنوعة من البوليمر عام 1988.

### سلسلة البوليمر الأولى
كانت أستراليا أول دولة تُنتج أوراقًا نقدية مصنوعة من البوليمر، وتحديدًا من بوليمر البولي بروبيلين، والتي أنتجتها شركة طباعة الأوراق النقدية الأسترالية ‏. تُعد هذه الأوراق النقدية المصنوعة من البوليمر أنظف من الأوراق النقدية الورقية، وأكثر متانة، وقابلة لإعادة التدوير بسهولة.
صدرت أول ورقة نقدية مصنوعة من البوليمر عام 1988، فئة 10 دولارات احتفالًا بالذكرى المئوية الثانية للاستيطان الأوروبي في أستراليا. صوّر أحد وجهي الورقة النقدية شابًا من السكان الأصليين يرتدي طلاءً على جسده، بالإضافة إلى عناصر أخرى من ثقافتهم. أما الوجه الآخر، فكان يحمل صورة سفينة "سابلاي" التابعة للأسطول الأول، مع خلفية لخليج سيدني، بالإضافة إلى مجموعة من الأشخاص لتوضيح الخلفيات المتنوعة التي تطورت منها أستراليا على مدى مائتي عام.
إطلقت أول سلسلة من البوليمر ابتداءً من عام 1992 وتضمنت الشخصيات التالية:
- تتميز ورقة الـ 100 دولار بصورة مغنية السوبرانو الشهيرة عالميًا دام نيلي ميلبا (1861-1931)، والجندي والمهندس والإداري المتميز الجنرال السير جون موناش (1865-1931).[20]
- تظهر على ورقة الخمسين دولارًا صورة الكاتب والمخترع الأسترالي الأصلي ديفيد أونايبون  [لغات أخرى]‏ (1872-1967)، وأول برلمانية أسترالية، إديث كوان (1861-1932).[21]
- تتميز ورقة العشرين دولارًا بمؤسس أول خدمة طبية جوية في العالم (خدمة الطبيب الطائر الملكي  [لغات أخرى]‏)، القس جون فلين  [لغات أخرى]‏ (1880-1951)، وماري ريبي  [لغات أخرى]‏ (1777-1855)، التي وصلت إلى أستراليا كمُدان في عام 1792 وأصبحت فيما بعد قطب شحن ناجحًا وفاعلة خير.[22]
- تُظهر ورقة العشرة دولارات الشاعرين بانجو باترسون (1864–1941) والسيدة ماري جيلمور (1865–1962). تتضمن هذه الورقة مقتطفات مطبوعة بدقة متناهية من أعمال باترسون وجيلمور.[23]
- تظهر على ورقة الخمسة دولارات صورة الملكة إليزابيث الثانية ومبنى البرلمان في كانبرا  [لغات أخرى]‏، العاصمة الوطنية.[24]

صدر إصدار خاص بمناسبة الذكرى المئوية لفئة الخمسة دولارات عام 2001، وظهر فيه السير هنري باركس وكاثرين هيلين سبنس. وفي عامي 2015 و2016، طُرحت عرائض لإدراج صورة فريد هولوز على فئة الخمسة دولارات المُحسّنة، إلا أنها لم تُنفّذ عند طرح الفئة الجديدة في الأول من سبتمبر 2016.
تطبع أستراليا أيضًا أوراقًا نقدية من البوليمر لعدد من الدول الأخرى من خلال شركة Note Printing Australia ‏، وهي شركة تابعة مملوكة بالكامل لبنك الاحتياطي الأسترالي. تطبع Note Printing Australia أوراقًا نقدية من البوليمر أو ببساطة تزود ركيزة البوليمر لعدد متزايد من الدول الأخرى، بما في ذلك بنغلاديش، وبروناي، وتشيلي، والكويت، وماليزيا، والمكسيك، ونيبال، ونيوزيلندا، وبابوا غينيا الجديدة، ورومانيا، وساموا، وسنغافورة، وجزر سليمان، وسريلانكا، وفيتنام. وتُبدي العديد من الدول الأخرى اهتمامًا كبيرًا بهذه التقنية الجديدة.

### سلسلة البوليمر الثانية
في 27 سبتمبر 2012، أعلن بنك الاحتياطي الأسترالي أنه أمر بالعمل على مشروع لتحديث الأوراق النقدية الحالية. ستتضمن الأوراق النقدية المُحسّنة عددًا من ميزات الأمان الجديدة المقاومة للمستقبل وتتضمن ميزات لمسية مثل نقاط برايل لسهولة استخدامها من قبل ضعاف البصر. احتفظ بجميع الأشخاص الموجودين في سلسلة البوليمر الأولى في سلسلة البوليمر الثانية. ومع ذلك، بعد وفاة الملكة إليزابيث الثانية، أعلنت الحكومة أنه ستستبدل ورقة الخمسة دولارات بتصميم يعكس تاريخ وثقافة السكان الأصليين.
| قيمة | صورة                                                      | صورة                                                         | تصميم                   | تصميم              | الأبعاد 1 (مم) | الوزن 1 (جم) | اللون الرئيسي | صورة النافذة                 | النقش 3      | مطبوع | الإصدار        |
| قيمة | أمام                                                      | خلف                                                          | أمام                    | خلف                | الأبعاد 1 (مم) | الوزن 1 (جم) | اللون الرئيسي | صورة النافذة                 | النقش 3      | مطبوع | الإصدار        |
| --- | --------------------------------------------------------- | ------------------------------------------------------------ | ----------------------- | ------------------ | -------------- | ------------ | ------------- | ---------------------------- | ------------ | ----- | -------------- |
| 5 دولارات | \| ملف:2016 Australian five dollar note obverse.jpg \|    | ملف:2016 Australian five dollar note reverse.jpg             | الملكة إليزابيث الثانية | مبنى البرلمان ‏ 4   | 130 × 65       | مجهول        | أرجواني       | نافذة من الأعلى إلى الأسفل 2 | نجمة الاتحاد | حاضِر  | 1 سبتمبر 2016  |
| 10 دولارات | ملف:2017 Australian ten dollar note obverse.jpg           | ملف:2017 Australian ten dollar note reverse.jpg              | بانجو باترسون           | السيدة ماري جيلمور | 137 × 65       | مجهول        | أزرق          | نافذة من الأعلى إلى الأسفل   | رأس القلم    | حاضِر  | 20 سبتمبر 2017 |
| 20 دولارًا | ملف:Australian 20 dollar note Reverse Fourth Series.jpeg  | ملف:Australian 20 dollar note RBA Reverse Fourth Series.jpeg | ماري رييبي ‏             | القس جون فلين ‏     | 144 × 65       | 0.82 جرام    | أحمر          | نافذة من الأعلى إلى الأسفل   | بوصلة        | حاضِر  | 9 أكتوبر 2019  |
| 50 دولارًا | ملف:2018 Australian fifty dollar note obverse.jpg         | ملف:2018 Australian fifty dollar note reverse.jpg            | ديفيد أونايبون ‏         | إديث كوان          | 151 × 65       | مجهول        | أصفر          | نافذة من الأعلى إلى الأسفل   | كتاب         | حاضِر  | 18 أكتوبر 2018 |
| 100 دولار | ملف:Australian 100 dollar note Obverse Fourth Series.jpeg | ملف:Australian 100 dollar note Reverse Fourth Series.jpg     | السيدة نيللي ميلبا      | السير جون موناش    | 158 × 65       | مجهول        | أخضر          | نافذة من الأعلى إلى الأسفل   | معجب         | حاضِر  | 29 أكتوبر 2020 |
| These images are to scale at 0.7 pixel per millimetre. For table standards, see the جدول مواصفات الأوراق النقدية . المصدر: بنك الاحتياطي الأسترالي. |                                                           |                                                              |                         |                    |                |              |               |                              |              |       |                |
| Remarks: 1. Thickness and weight of notes is +/-5 percent per 1,000 notes 2. A new clear polymer window that goes from the top to the bottom of the note that is all clear 3. Embossing is inside the small window. 4. There are two blocks of micro-text on the reverse side of the Fourth series five dollar note, which contains excerpts of the دستور أستراليا |                                                           |                                                              |                         |                    |                |              |               |                              |              |       |                |
| ملف:2016 Australian five dollar note obverse.jpg |                                                           |                                                              |                         |                    |                |              |               |                              |              |       |                |

## أسعار الصرف

### تاريخ سعر الصرف

تكلفة اليورو الواحد بالدولار الأسترالي

قبل عام 1983، حافظت أستراليا على سعر صرف ثابت. في البداية، كان الجنيه الأسترالي مساويًا للجنيه الإسترليني منذ عام 1910، أي ما يعادل جنيهًا إسترلينيًا واحدًا (بريطانيًا)، ثم خُفِّضت قيمته منذ عام 1931 إلى جنيه إسترليني واحد (أستراليا) يعادل 16 شلنًا إسترلينيًا. وقد عكس هذا ارتباطها التاريخي بالجنيه الإسترليني، بالإضافة إلى نظرتها إلى استقرار قيمته.
من عام 1946 إلى عام 1971، حافظت أستراليا على ربط عملتها بالذهب بموجب نظام بريتون وودز، وهو نظام سعر صرف ثابت يربط الدولار الأمريكي بالذهب، إلا أن الدولار الأسترالي ظل مرتبطًا فعليًا بالجنيه الإسترليني حتى عام 1967، حيث كان سعر صرف الجنيه الإسترليني = جنيه إسترليني واحد، و5 شلنات = 2.50 دولار أسترالي = 2.80 دولار أمريكي. في عام 1967 ، لم تتبع أستراليا سياسة تخفيض قيمة الجنيه الإسترليني، وظلت سعر صرفها ثابتًا مقابل الدولار الأمريكي عند سعر صرف الدولار الأسترالي = 1.12دولار أمريكي.
مع انهيار نظام بريتون وودز عام 1971، حوّلت أستراليا ربط عملتها بالدولار الأمريكي إلى سعر صرف متقلب. في سبتمبر 1974، قيّمت أستراليا الدولار مقابل سلة من العملات تُسمى مؤشر الوزن التجاري (TWI) في محاولة للحد من التقلبات المرتبطة بارتباطه بالدولار الأمريكي. تغير تقييم مؤشر الوزن التجاري اليومي في نوفمبر 1976 إلى تقييم يُعدّل دوريًا.
بلغ الدولار الأسترالي أعلى قيمة له مقارنةً بالدولار الأمريكي خلال فترة ربطه بالدولار الأمريكي. في 9 سبتمبر/أيلول 1973، عُدِّل سعر الربط إلى 1.4875 دولار أمريكي، مع تغيير حدود التقلب إلى 1.485-1.490 دولار أمريكي؛ وفي 7 ديسمبر/كانون الأول 1973 و10 ديسمبر/كانون الأول 1973، بلغ سعر الشراء عند الظهيرة في مدينة نيويورك للتحويلات البرقية بالعملات الأجنبية أعلى مستوى له عند 1.4885 دولار أمريكي للدولار الواحد.
في ديسمبر 1983، قامت حكومة حزب العمال الأسترالية بقيادة رئيس الوزراء بوب هوك ووزير الخزانة بول كيتنغ بتعويم الدولار، حيث كان سعر الصرف يعكس ميزان المدفوعات، بالإضافة إلى العرض والطلب في أسواق المال العالمية. اتُخذ القرار في 8 ديسمبر 1983، وأُعلن عنه في 9 ديسمبر 1983.
في العقدين التاليين، بلغت أعلى قيمة للدولار الأمريكي 0.881 دولار أمريكي في ديسمبر 1988. أما أدنى قيمة للدولار على الإطلاق بعد تعويمه فكانت 47.75 سنتًا أمريكيًا في أبريل 2001. ثم عاد إلى ما يزيد عن 96 سنتًا أمريكيًا في يونيو 2008، ووصل إلى 98.49 في وقت لاحق من ذلك العام. وعلى الرغم من أن قيمة الدولار انخفضت بشكل كبير من هذا الارتفاع نحو نهاية عام 2008، إلا أنها تعافت تدريجيًا في عام 2009 إلى 94 سنتًا أمريكيًا.
في 15 أكتوبر 2010، وصل الدولار إلى مستوى التكافؤ مع الدولار الأمريكي لأول مرة منذ أن أصبح عملة متداولة بحرية، حيث تداولوا فوق 1 دولار أمريكي لبضع ثوانٍ. ثم تداولوا العملة فوق مستوى التكافؤ لفترة متواصلة لعدة أيام في نوفمبر، وتذبذبت حول هذا المستوى حتى عام 2011. في 27 يوليو 2011، وصل الدولار إلى أعلى مستوى قياسي له منذ تعويمه، عند 1.1080 دولار مقابل الدولار الأمريكي. تكهن بعض المعلقين بأن قيمته العالية في ذلك العام كانت مرتبطة بأزمة الديون السيادية في أوروبا، والعلاقات القوية لأستراليا مع مستوردي المواد في آسيا وخاصة الصين.
ومع ذلك، منذ انتهاء عمليات الشراء الصينية واسعة النطاق للسلع الأسترالية في عام 2013، انخفضت قيمة الدولار الأسترالي مقابل الدولار الأمريكي إلى 0.88 دولار أمريكي في نهاية عام 2013، ثم إلى 0.57 دولار أمريكي في مارس/آذار 2020. وبحلول عام 2024، كانوا يتداولوه في نطاق يتراوح بين 0.63 دولار أمريكي و0.68 دولار أمريكي.

### محددات القيمة
في عام 2016، كان الدولار الأسترالي خامس أكثر العملات تداولاً في أسواق الصرف الأجنبي العالمية، حيث مثل 6.9% من حصة العالم اليومية (انخفاضًا من 8.6% في عام 2013) خلف الدولار الأمريكي واليورو والين الياباني والجنيه الإسترليني.
يحظى الدولار الأسترالي بشعبية كبيرة بين تجار العملات، بسبب أسعار الفائدة المرتفعة نسبيًا في أستراليا، والحرية النسبية لسوق الصرف الأجنبي من تدخل الحكومة، والاستقرار العام للاقتصاد والنظام السياسي في أستراليا، والرأي السائد بأن الدولار الأسترالي يوفر فوائد التنويع في محفظة تحتوي على العملات العالمية الرئيسية، وخاصة بسبب تعرضه الأكبر للاقتصادات الآسيوية ودورة السلع الأساسية.
يفترض الاقتصاديون أن أسعار السلع الأساسية هي المحرك الرئيسي للدولار الأسترالي، وهذا يعني أن التغيرات في أسعار صرف الدولار الأسترالي تحدث بطرق معاكسة للعديد من العملات الأخرى. لعقود من الزمن، اعتمد ميزان التجارة الأسترالي بشكل أساسي على صادرات السلع الأساسية مثل المعادن والمنتجات الزراعية. وهذا يعني أن الدولار الأسترالي يختلف بشكل كبير خلال دورة الأعمال، حيث يرتفع خلال الطفرات العالمية حيث تصدر أستراليا المواد الخام، وينخفض خلال فترات الركود حيث تنخفض أسعار المعادن أو عندما يطغى الإنفاق المحلي على توقعات أرباح التصدير. هذه الحركة في الاتجاه المعاكس لعملات الاحتياطي الأخرى، والتي تميل إلى أن تكون أقوى خلال فترات الركود في السوق حيث يحول المتداولون القيمة من الأسهم المتراجعة إلى النقد.

الدولار الأسترالي هو عملة احتياطية وواحدة من أكثر العملات تداولًا في العالم. تشمل العوامل الأخرى في شعبيته الافتقار النسبي لتدخل البنك المركزي والاستقرار العام للاقتصاد والحكومة الأسترالية. في يناير 2011 في المنتدى الاقتصادي العالمي في دافوس بسويسرا، أعلن أليكسي أوليوكايف أن البنك المركزي الروسي سيبدأ في الاحتفاظ باحتياطيات الدولار الأسترالي.

## سعر الصرف AUD الحالي
| من Yahoo! Finance: | CAD CHF EUR GBP HKD JPY USD NZD |
| من XE.com:         | CAD CHF EUR GBP HKD JPY USD NZD |
| من Investing.com:  | CAD CHF EUR GBP HKD JPY USD NZD |
| منOANDA.com:       | CAD CHF EUR GBP HKD JPY USD NZD |

## العطاء القانوني

### داخل أستراليا
تعتبر الأوراق النقدية الأسترالية مناقصة قانونية في جميع أنحاء أستراليا بموجب المادة 36 (1) من قانون بنك الاحتياطي الفيدرالي لعام 1959 دون حد أقصى للمبلغ. ينص القسم 16 من قانون العملة لعام 1965 على نحو مماثل على أن العملات المعدنية الأسترالية المخصصة للتداول العام هي أيضًا مناقصة قانونية، ولكن فقط للمبالغ التالية:
- عملات معدنية من فئة 1 سنت و2 سنت (سحبت من التداول منذ فبراير 1992، ولكنها لا تزال قانونية): للمدفوعات التي لا تتجاوز 20 سنتًا
- 5 سنتات، 10 سنتات، 20 سنتًا و50 سنتًا (من أي مجموعة): للمدفوعات التي لا تتجاوز 5 دولارات
- عملات معدنية بقيمة 1 دولار: للمدفوعات التي لا تتجاوز 10 دولارات
- عملات معدنية بقيمة 2 دولار: للمدفوعات التي لا تتجاوز 20 دولارًا
- عملات معدنية غير متداولة بقيمة 10 دولارات: للمدفوعات التي لا تتجاوز 100 دولار[57]
- عملات من فئات أخرى: لا يوجد حد أدنى

مع ذلك، فإن كون النقد عملة قانونية لا يُلزم الشركات بقبول النقد بالضرورة. ينص بنك الاحتياطي الفيدرالي على أنه يمكن للشركات وضع شروط تجارية للمعاملات التي تتطلب استخدام وسيلة دفع غير نقدية. ومع ذلك، قد يُطلب من الشركة تقنيًا قبول النقد في حال مقاضاتها، ولكن هذا الخيار ليس متاحًا عادةً للمستهلكين.

### خارج أستراليا
الأوراق النقدية والعملات الأسترالية هي أيضًا عملة قانونية في الدول ذات السيادة المستقلة كيريباتي وناورو وتوفالو. لم يكن لدى ناورو عملتها الخاصة أبدًا. بالإضافة إلى ذلك، كان لدى توفالو وكيريباتي دولارات توفالو وكيريباتي الخاصة بها على قدم المساواة مع الدولار الأسترالي. وهي عملة قانونية في بلديهما ولكن ليس في أستراليا. ومع ذلك، لم يعد كلا البلدين ينتجان عملات معدنية منذ التسعينيات ولم ينتجا أوراقًا نقدية خاصة بهما أبدًا. ونتيجة لذلك، فإن الدولار الأسترالي هو العملة السائدة في كلا البلدين.
تصدر توفالو أيضًا عملات معدنية تذكارية غير متداولة تنتجها دار سك العملة في بيرث ‏.

## وصلات خارجية
- تسجيل صوتي لإعلان العملة العشرية الإذاعي لعام 1966، محفوظ في الأرشيف الوطني الأسترالي  [لغات أخرى]‏
- بنك الاحتياطي الأسترالي: الأوراق النقدية الحالية
- دار سك العملة في بيرث هي دار سك العملة الأسترالية للمعادن الثمينة، حيث تصنع عملات معدنية غير متداولة/لهواة الجمع من الفضة والذهب والبلاتين .
- شركة Note Printing Australia هي مطبعة الأوراق النقدية الأسترالية، وهي أيضًا مخترعة الأوراق النقدية البوليمرية المذكورة أعلاه، ومصدر عالمي لهذه التكنولوجيا.
- يتيح موقع Money Tracker للمستخدمين تتبع الأوراق النقدية الأسترالية أثناء تداولها في جميع أنحاء أستراليا.
- صور الأوراق النقدية الأسترالية التاريخية والحديثة
- بنك الاحتياطي الأسترالي - القيمة اليومية للدولار الأسترالي مقابل 13 عملة، وحقوق السحب الخاصة، ومؤشر مرجح للتجارة
- بنك الاحتياطي الأسترالي - بيانات تاريخية للدولار الأسترالي منذ عام 1969 (ملفات .xls متنوعة)
- الأوراق النقدية الأسترالية (بالإنجليزية والألمانية)